# Wallace & Gromit: En strid på liv och bröd
Wallace och Gromit: En strid på liv och bröd är en brittisk animerad film från 2008 i regi av Nick Park.

## Handling
Wallace och Gromit är tillbaka i ett nytt äventyr. Den här gången är de bagare och i den branschen går det bra.
Men när Gromit får höra om en seriemördare som dödar bagare blir han orolig. Wallace däremot bryr sig inte, för han har blivit kär i en brödfantast, fröken Bakalätt, medan Gromit blir förälskad i hennes pudel Fluffis. Fast snart visar det sig att fröken Bakalätt inte är så trevlig som hon ser ut.

## Röstrollista (urval)
| Roll               | Originalröst    | Svensk röst   |
| ------------------ | --------------- | ------------- |
| Wallace            | Peter Sallis    | Claes Månsson |
| Piella Bakewell    | Sally Lindsay   | Ewa Fröling   |
| Fluffles           | Melissa Collier |               |
| Bake O Lite Singer | Sarah Laborde   |               |